# Cimbru
Cimbrul (Satureja hortensis L.) numit și cimbru de grădină sau cimbru bun, este o plantă perenă din genul Satureja, familia labiatelor (Lamiaceae). Este o plantă scundă, care nu atinge mai mult de 20-30 centimetri în înălțime. Cimbrul preferă verile lungi, calde, secetoase, iar iarna supraviețuiește la temperaturi scăzute. Florile cimbrului sunt mici și au o culoare albă sau roz-palid. Frunzele au forma lanceolat-ovală, sunt netede și au un miros specific.
Se aseamănă întrucâtva la înfățișare cu rozmarinul. Cimbrul nu trebuie confundat cu cimbrișorul (Thymus serpyllum) care, deși înrudit cu cimbrul care crește spontan în România, aparține genului Thymus. Nu trebuie confundat nici cu cimbrul de câmp (Thymus vulgaris L.).

## Origine
Cimbrul își are originile pe țărmurile europene ale Mării Mediterane.
În trecut, cimbrul se denumea și lămâiță, respectiv lămâioară și era deosebit de apreciat în Evul Mediu, mai ales în bucătăriile de pe lângă așezămintele monahale.

## Caracteristici Vegetative
Cimbrul de vară, cunoscut și sub denumirea de Satureja hortensis L., este o plantă erbacee, anuală, cu ramificare bușănoasă. Dezvoltă o rădăcină principală puternică, iar părțile aeriene ale plantei sunt fin păroase. Tulpinile, erecte, cu patru muchii și cu nuanțe violete, se lignifică la baza și pot atinge lungimi de până la 30 cm, în unele soiuri chiar 60 cm. Frunzele sunt sesile, cu lamina simplă, liniară până la lanceolată, ascuțită, întregi la margine și de culoare verde închis, uneori cu nuanțe violete, slab păroase, cu margini franjurate și glande de ulei. 

## Compoziția chimică
Funzele conțin apă (71,88%), substanțe azotoase (5,56%), zahăr (2,45%), substanțe extractive neazotate (9,16%), celuloză (8,60%), cenușă (2,11%), uleiuri eterice (0,5-2%), acid ursolic, acid oleanolic, tanin (4-8%), mucilagii, rezine, β-Sitosterină etc., vitaminele B₁, C.

## Gastronomie
Este întrebuințat în diferite preparate culinare, mai ales în mâncarea de fasole, cea de linte, dar și la prepararea cărnii de porc și de vânat. Frunze și tulpini întregi de cimbru se introduc uneori în borcanele în care se murează varza și castraveții.
Se folosește, de asemenea, la prepararea sarmalelor.
În medicina naturistă, infuzia de cimbru uscat este deosebit de eficace în tratarea tusei rebele.

## Cultivare
Cimbrul, atâta timp cât este cultivat într-un loc bine însorit, se mulțumește cu puțin. Crește pe aproape orice tip de sol, rezistă la secetă, dar și la ploi abundente. Este în schimb o plantă sensibilă la buruieni, de aceea plivitul trebuie făcut cât mai des.  Cele mai aromate frunze se recoltează atunci când plantele au început să înflorească.

## Recoltare și uscare
Se recoltează partea aeriană a plantei, ramuri cu frunze și flori (Satureja herba). Perioada optimă de recoltare este la mijlocul epocii de înflorire, când peste 40-50% din plantă este înflorită.
Materia primă recoltată se usucă natural în poduri sau camere aerisite. Uscarea se face la umbră, ferit de contactul cu alte plante aromatice. Cimbrul se poate usca artificial în uscătoare, dar la o temperatură maximă de 35 de grade celsius datorită riscului de pierdere a principiilor active constituite de uleiurile volatile.